# Ентропия на Шанън
В рамките на теорията на информацията, централен обект на изследване е функцията ентропия на Шанън или липса на информация, която ще обозначаваме с {\displaystyle S}.
Нека обозначим вероятностите за различните събития от дадено вероятностно пространство с {\displaystyle P_{i}}. Ентропията на Шанън, която понякога се нарича и „липса на информация“, в статистическата механика е еквивалентна на ентропията. Функцията е дефинирана по следния начин:
{\displaystyle S=-C\sum _{i}^{N}P_{i}\ln P_{i}=C\langle \ln P_{i}\rangle }, където C е константа, чийто смисъл ще стане ясен по-късно, а N е броят на възможните резултати (в статистическата механика – броят на възможните микросъстояния)
Нека например разгледаме ситуацията залагане на зарове. Притежателят на зара е измамник, който е обработил зара така, че да пада на определено число. Познаването на това число намалява стойността на функцията липса на информация, която понякога, за по-кратко се нарича и ентропия.

## Минимум и максимум на ентропията (липсата на информация)
Ако зарът винаги пада на една страна, да кажем 4, то тогава вероятността {\displaystyle P_{4}} е равна на 1, а всички други вероятности са 0. В този случай, функцията липса на информация става равна на:
{\displaystyle S=-C\sum _{i}^{N}P_{i}\ln P_{i}=-C(P_{1}\ln P_{1}+P_{2}\ln P_{2}+P_{3}\ln P_{3}+P_{4}\ln P_{4}+P_{5}\ln P_{5}+P_{6}\ln P_{6})}
{\displaystyle S=-C(0\ln P_{1}+0\ln P_{2}+0\ln P_{3}+1\ln 1+0\ln P_{5}+0\ln P_{6})}
и тъй като всички членове на това уравнение са равни на нула (заб. {\displaystyle \lim _{x\rightarrow 0}x\ln x=0}), имаме:
{\displaystyle S=0}.
Тоест, липсата на информация е нулева, когато със сигурност знаем изхода от даден опит, което, както виждаме, може да се изрази математически с така дефинираната функция липса на информация. Обратно, функцията липса на информация има максимум, когато отделните вероятности са равни. За да докажем това твърдение ще използваме метода с множителите на Лагранж:
От условието за нормировка следва: {\displaystyle \sum _{i}P_{i}=1} (сборът на всички вероятности е единица). Следователно, прибавянето на тази сума към ентропията и изваждането на единица не променя нищо:
{\displaystyle S=S+\lambda (\sum _{i}^{N}P_{i}-1)}
Търсим точките, в частната производна по {\displaystyle P_{i}} се анулира:
{\displaystyle {\partial S \over \partial P_{i}}=-C(\ln P_{i}-1)+\lambda P_{i}=0}
или
{\displaystyle P_{i}=e^{-C+\lambda  \over \lambda }}
тоест, виждаме, че стойността на кое да е {\displaystyle P_{i}} зависи само от константи, т.е. самото то е константа, която може да обозначим, например, с {\displaystyle \mu }. Следователно, от условието за нормировка следва:
{\displaystyle \sum _{i}^{N}P_{i}=\sum _{i}^{N}\mu =\mu N=1}
или
{\displaystyle \mu =P_{i}={1 \over N}\,\,\,\,\forall i}
Видяхме, че когато липсата на информация е в максимум, вероятностите за различните изходи са равни помежду си. В рамките на статистическата механика това се интерпретира по следния начин: когато системата е в равновесие, ентропията е в максимум. След повторно изкарване от равновесие, съгласно втория принцип на термодинамиката, ентропията ще нарасне, докато отново не достигне максимум.

## Връзка с ентропията
Както видяхме, когато ентропията (липса на информация) е максимална, всички {\displaystyle P_{i}}-та са равни на {\displaystyle {\frac {1}{N}}}. Тогава:
{\displaystyle S=-C\sum _{i}^{N}{1 \over N}\ln {1 \over N}}
{\displaystyle S=C{1 \over N}\ln N\sum _{i}^{N}=C\ln N}
Ако заместим C с kB получаваме формулата на Болцман за ентропията, която показва връзката между ентропията и липсата на информация и оправдава наименованието „ентропия на Шанън“ за функцията „липса на информация“.

## Смисъл на константата C
Този път измамникът играе не на зарове, а на ези-тура. Ако нямаме информация за системата, вероятността монетата на падне на ези е равна на вероятността монетата да падне на тура, {\displaystyle P_{heads}=P_{tails}={\frac {1}{2}}}. Ако знаем на коя страна ще падне монетата, липсата на информация е нулева. В теорията на информацията, Константата С е дефинирана така, че разликата в информацията за тези два случая да е 1, т.е.:
{\displaystyle 1=-C({\frac {1}{2}}\ln {\frac {1}{2}}+{\frac {1}{2}}\ln {\frac {1}{2}})=C\times 2\ln 2}
{\displaystyle C={\frac {1}{2\ln 2}}}
Виждаме, че C играе ролята на „бит информация“, т.е. в теорията на информацията един бит е {\displaystyle {\frac {1}{2\ln 2}}}. Както видяхме, в статистическата механика, ролята на С се играе от {\displaystyle k_{B}}, така че един „бит ентропия“ в статистическата механика е константата на Болцман, {\displaystyle k_{B}}
Концепцията е представена за пръв път от Клод Шанън през 1948 г. в неговата статия „Математическа теория на комуникациите“.